# إبراهيم البدوي
إبراهيم أحمد البدوي أكاديمي وخبير اقتصادي سوداني، شغل منصب وزير المالية في حكومة عبد الله حمدوك منذ سبتمبر 2019 حتى يوليو 2020.

## سيرة شخصية
وُلد في مدينة «النهود» بكردفان، وتخرج بمرتبة الشرف في كلية الاقتصاد بجامعة الخرطوم في عام 1978، وحصل على ماجستير في الإحصاء من جامعة ولاية كارولينا الشمالية الأمريكية في عام 1981، وفي عام 1983 حصل على دكتوراه في الاقتصاد والإحصاء من جامعتي ولاية كارولينا الشمالية ونورث وسترن، عمل أستاذًا زائرًا بجامعة نورث وسترن لمدة عام ثم عاد للسودان، حيث عمل أستاذًا للاقتصاد والإحصاء، وكان أيضًا أستاذاً زائراً في كلية الاقتصاد ومعهد أبحاث النمو بجامعة ييل الأمريكية، عمل مديرًا لإدارة البحوث الاقتصادية خلال الفترة من 1993-1998، وذلك خلال عمله بالبنك الدولي.
في 2017، عُيّنَ مديرًا تنفيذيًّا لمنتدى البحوث الاقتصادية للدول العربية وإيران وتركيا، كما شغل منصب مدير مركز السياسات والبحوث الاقتصادية بمجلس دبي الاقتصادي في مارس 2009، وأُسندت إليه مهمة تنسيق السياسات الاقتصادية للمجتمع الدولي لبرنامج إعادة الإعمار في إطار اتفاقية السلام الشامل 2005.